# Бурман, Вольдемар Георгиевич
Вольдемар (Владимир) Георгиевич (Егорович) Бурман (1832—1909) — русский военный деятель, инженер-генерал (1906).

## Биография
Родился в семье генерал-лейтенанта инженера Егора (Георгия) Германовича Бурмана. В службу вступил в 1848 году. В 1852 году после окончания Николаевского инженерного училища и произведён в прапорщики, в 1853 году в подпоручики. В 1854 году переименован в прапорщики гвардии с назначением в Сапёрный лейб-гвардии батальон и участвовал в Крымской войне. В 1855 году произведён в подпоручики гвардии, в 1859 году в поручики гвардии. С 1855 года участвовал в Крымской войне.
В 1862 году произведён в штабс-капитаны. В 1863 году после окончания Николаевской инженерной академии по 1-му разряду произведён в капитаны. В 1865 году произведён в полковники. С 1866 года назначен командиром 6-го сапёрного батальона. С 1873 года назначен начальником 4-й сапёрной бригады. В 1875 году произведён в генерал-майоры. В 1885 году произведён в генерал-лейтенанты.
С 1893 года назначен комендантом Новогеоргиевской крепости. В 1898 году произведён в инженер-генералы. С 1899 года назначен членом Александровского комитета о раненых и одновременно с 1891 года президент Варшавской Евангелическо-Аугсбургской консистории.

## Награды
Награды
- Орден Святого Станислава 3-й степени (1856)
- Орден Святой Анны 3-й степени (1860)
- Орден Святого Станислава 2-й степени (1863; Императорская корона — 1865)
- Орден Святой Анны 2-й степени (1868; Императорская корона — 1870)
- Орден Святого Владимира 3-й степени (1876)
- Орден Святого Станислава 1-й степени (1879)
- Орден Святой Анны 1-й степени (1882)
- Монаршее благоволение (1890)
- Орден Святого Владимира 2-й степени (1892)
- Орден Белого орла (1896)
- Высочайшая благодарность (1897)
- Орден Святого Александра Невского (1902)

## Семья
Дети:
- Георгий — генерал-майор
- Андрей — генерал-майор
- Александр — полковник